# Distrito de Ząbkowice Śląskie
Ząbkowice Śląskie (polaco: powiat ząbkowicki) es un distrito (powiat) del voivodato de Baja Silesia (Polonia). Fue constituido el 1 de enero de 1999 como resultado de la reforma del gobierno local de Polonia aprobada el año anterior. Limita al sur con la República Checa y con otros cuatro distritos: al noroeste con Dzierżoniów, al nordeste con Strzelin, al este con Nysa y al suroeste con Kłodzko. Está dividido en siete municipios (gmina): cuatro urbano-rurales (Bardo, Ząbkowice Śląskie, Ziębice y Złoty Stok) y tres rurales (Ciepłowody, Kamieniec Ząbkowicki y Stoszowice). En 2011, según el Oficina Central de Estadística polaca, el distrito tenía una superficie de 801,53 km² y una población de 68 175 habitantes.